# Grimfist
Grimfist – norweska grupa muzyczna wykonująca blackened death metal, założona w 2001 roku w Oslo. Zespół ma na swoim koncie dwa albumy studyjne i związany jest z wytwórnią Candlelight Records. 
Brzmienie Grimfist to połączenie black metalu, death metalu i tradycyjnego heavy metalu.
Debiutancki album Ghouls Of Grandeur nagrywany w marcu 2003 w szwedzkim Abyss Studios, ukazał się 22 września 2003 roku nakładem Candlelight Records. W jego nagraniu brali udział wszyscy trzej założyciele grupy: Ole Walaunet, Frediablo i Horgh.
W 2004 roku Horgh opuścił zespół, aby skupić się na roli perkusisty w Hypocrisy. W zespole pojawił się Christian Svendsen (znany m.in. z Tsjuder), a Robin Eaglestone (Cradle of Filth) przejął obowiązki basisty koncertowego na przełomie 2005-2006 roku.
W 2005 roku zespół wydał drugi album studyjny, ponownie za pośrednictwem Candlelight Records. Ten Steps to Hell zawiera 10 utworów i został bardzo dobrze przyjęty przez publikę i krytyków. Również w brytyjskim magazynie Kerrang! otrzymał notę 4/5, co wskazuje na wysoki poziom albumu. Po jego wydaniu, w październiku 2006 roku,  Grimfist wyruszył w trasę po Wielkiej Brytanii z zespołami Susperia i Red Harvest.
We wrześniu 2005 wokalista Frediablo ogłosił rezygnację ze wszystkich projektów muzycznych poza Grimfist. Jednak w sierpniu 2006 ogłosił iż opuszcza również Grimfist, decyzję tę uzasadnił zmęczeniem sceną muzyczną. Dwa lata później, w 2008 roku Frediablo wrócił w szeregi Grimfist.

## Muzycy
Opracowano na podstawie materiału źródłowego:
| Obecny skład zespołu - Frediablo – śpiew (2001-2006, od 2008) - Ole Walaunet – gitara, gitara basowa - Birger Larsen – gitara basowa - "Anti" Christian Svendsen – perkusja | Byli członkowie zespołu - Tommy Hjelm – śpiew - Reidar "Horgh" Horghagen – perkusja - Robin Eaglestone – gitara basowa - Dag "Dreggen" Anderson – gitara basowa - Ronny "Ares" Hovland – gitara basowa - Dustin Perle – perkusja - Stian "Iscariah" Smørholm – śpiew - Morten Müller – śpiew |

## Dyskografia
Opracowano na podstawie materiału źródłowego:
Albumy studyjne
- Ghouls of Grandeur (2003, Candlelight Records)
- Ten Steps to Hell (2005, Candlelight Records)